# Eremophila congesta
Eremophila congesta är en flenörtsväxtart som beskrevs av Chinnock. Eremophila congesta ingår i släktet Eremophila och familjen flenörtsväxter. Inga underarter finns listade i Catalogue of Life.